# 八幡大学短期大学部
八幡大学短期大学部（やはただいがくたんきだいがくぶ）は、福岡県北九州市八幡区枝光町6に本部を置いていた日本の私立大学である。1953年に設置され、1973年に廃止された。大学の略称は八幡短大（やはたたんだい）。　

## 概要

### 大学全体
- 福岡県北九州市八幡区[注 1]に所在した日本の私立短期大学で、設置主体は学校法人八幡大学。
- 1953年に開学した[1]当初から、学科数及び入学定員に増減なし。
- 1970年度の入学生を最後に[注釈 2]、短期大学としての使命を終える[注釈 3]

### 教育および研究
- 八幡大学法経学部に類似した教育内容となっており、商業・経済・法律学等に関する専門科目を置いていた。

### 学風および特色
- 勤労の傍らで学業に勤しむ人々に大学教育を開放すべく、当初より夜間部が置かれていた[6]。

## 沿革
- 1951年
  - 2月28日 学校法人が成立する[7]。
- 1953年
  - 1月31日 左記を以て文部省[注 2]より短期大学の設置が認可される[8]。
  - 4月1日 八幡大学短期大学部が以下の学科体制にて開学[9]。
    - 商科第二部 入学定員120名
- 1954年
  - 5月1日 学生数[10]/定員
    - 商科第二部 141[注 3]/240
- 1968年
  - 5月1日 学生数[11]/定員
    - 商科第二部 229[注 4]/240
- 1970年
  - 4月1日 この年度で短期大学としての学生募集を最終とする[注釈 2]。
  - 5月1日 学生数[12]/定員
    - 商科第二部 21[注釈 4]/240
- 1971年
  - 5月1日 学生数[13]/定員
    - 商科第二部 11[注釈 4]/120
- 1972年
  - 5月1日 学生数[14]/定員
    - 商科第二部 -/-
- 1973年
  - 3月28日 左記をもって正式に廃止となる[注釈 3]。

## 基礎データ

### 所在地
- 福岡県北九州市八幡区枝光町6[注釈 1]

### 象徴
- 九州国際大学を参照[注 5]。

## 教育および研究

### 組織

#### 学科
- 商科第二部 入学定員120名[注 6]

#### 専攻科
- なし

#### 別科
- なし

## 大学関係者と組織

### 大学関係者組織
- 八幡大学短期大学部の同窓会は「橘会」と称する。

### 大学関係者一覧

#### 大学関係者
歴代学長
- 宇賀田順三
- 安田幹太

#### 出身者
- 合力栄　後八幡大学学長

## 対外関係

### 系列校
- 八幡大学 (現 九州国際大学)

## 卒業後の進路について

### 就職について
- 在学生の多くは勤労学生だったこともあり現職を継続する人もいれば、一般企業や官公庁などへの就職者もいた[16]。

### 編入学･進学実績
- 八幡大学への編入学制度があった。